# François Vérove
Le Grêlé
Pour les articles homonymes, voir Vérove.
Ne doit pas être confondu avec Franck Vérove.
François Vérove, dit le « tueur au visage grêlé » ou plus simplement « le Grêlé », né le 22 janvier 1962 à Gravelines (Nord) et mort par suicide le 29 septembre 2021 au Grau-du-Roi (Gard), est un violeur et tueur en série français, ancien gendarme d'abord puis policier.
Actif durant les années 1980 et 1990 en région parisienne, il effectue son service national en tant que gendarme appelé en 1982 puis intègre ensuite entre 1983 et 1988 la Gendarmerie nationale comme cavalier au sein de la Garde républicaine. Après avoir démissionné de la Gendarmerie, il passe le concours de gardien de la paix et est affecté, après sa formation, notamment à la préfecture de police de Paris. Membre actif du syndicat Alliance Police nationale (affilié à la CFE-CGC), il est muté au début des années 2000 à Port-Saint-Louis-du-Rhône dans les Bouches-du-Rhône, puis à Montpellier dans l'Hérault. Victime en 2011 d'un grave accident de moto dont il garde des séquelles, il ne réintégrera jamais un poste actif au sein de la police. Il devient alors conseiller municipal de Prades-le-Lez, où il vit avec sa famille. Officiellement retraité en 2019, il s'installe à La Grande-Motte.
François Vérove échappe aux autorités pendant près de trente-cinq ans, bien que les enquêteurs disposent rapidement dès la fin des années 1980 de son groupe sanguin, de plusieurs portraits-robots et de descriptions précises de sa physionomie. À partir de 1996 son profil génétique est déterminé. Le tueur est surnommé le « Grêlé » par la police et les médias en raison d'une peau marquée par des cicatrices de boutons selon des témoins, stigmates qui s'atténuent au fil des années.
Le « Grêlé » possède un profil criminel atypique qui intrigue longtemps la police judiciaire. D'abord tueur et violeur d'enfants, avec le meurtre de Cécile Bloch en 1986, il tue ensuite deux adultes dans le 4e arrondissement de Paris en 1987 (affaire Politi-Müller). Vérove semble ensuite disparaître pendant plusieurs années même si l'enquête révèlera bien plus tard qu'il reste en réalité actif, avec le meurtre par arme à feu d'un homme commis en 1990 dans un bois de l'Essonne. La police retrouve sa trace dans un enlèvement et viol d'enfant survenu en 1994 à Mitry-Mory, en Seine-et-Marne, avant de le perdre définitivement de vue. À plusieurs reprises au cours de son parcours criminel, il présente une carte de police à ses victimes afin de tromper leur vigilance.
Ce n'est qu'en 2021 que la police judiciaire, sur ordonnance prise par la juge d'instruction alors compétente sur cette affaire (Natalie Turquey), décide d'interroger près de sept cent cinquante gendarmes ayant opéré en région parisienne au moment des faits et remonte à François Vérove. Comprenant qu'il est sur le point d'être démasqué, celui-ci disparaît et se suicide le 29 septembre 2021 au Grau-du-Roi dans le Gard, après avoir confessé ses crimes dans une lettre. L'enquête reste néanmoins très active, les enquêteurs cherchant à vérifier son implication dans de nombreuses affaires non élucidées.

## Biographie

### Jeunesse
Il naît le 22 janvier 1962 à Gravelines. Enfant unique, il perd sa mère à l'âge de dix ans. Il déménage avec son père pour Marcq-en-Barœul, ville jouxtant Lille et cohabite avec la nouvelle épouse de son père ainsi que ses deux filles nées d'une précédente union. François Vérove subit une éducation stricte imposée par son père, ancien de la Marine marchande. Il développe à l'adolescence une passion pour la moto, qui le pousse plus tard à faire son service dans la gendarmerie puis à s'y engager.
Dès cet âge, il est décrit par certains témoins comme un adolescent mélancolique qui évoque même des pensées suicidaires, proposant à une de ses amies de se suicider ensemble. Plus tard, pour les quinze ans de l'une de ses demi-sœurs, il les emmène dans un club échangiste.
Dans sa jeunesse, il se passionne pour les films d'horreur, notamment Cannibal Holocaust de Ruggero Deodato et écoute Jean-Pax Méfret, chanteur nostalgique de l'Algérie française, notamment son titre Le Vieux Soldat.
Il se marie le 2 juin 1985 dans le Nord. Le mariage est célébré à la mairie de Bousbecque où son épouse Stéphanie, étudiante en psychologie, vit encore chez ses parents[source insuffisante].

### Formation et carrière

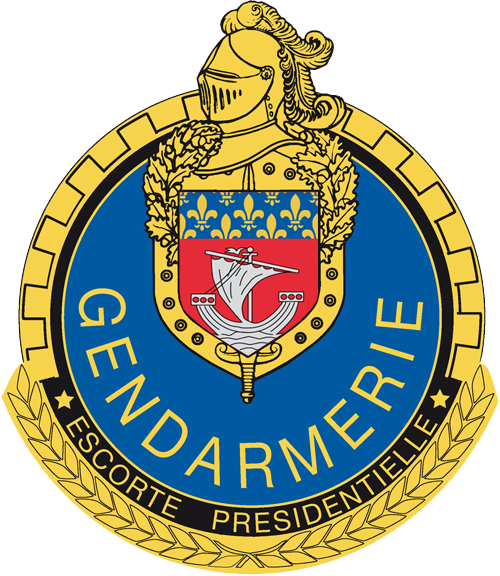
Écusson de l'escadron motocycliste de la Garde républicaine (EMGR).

En 1983, il entre dans la gendarmerie nationale et intègre l'escadron motocycliste de la Garde républicaine. Son parcours est chaotique : d'abord apprécié de sa hiérarchie, il enchaîne ensuite les arrêts maladie et se montre de plus en plus incapable de réaliser les tâches qui lui sont confiées. Il quitte la gendarmerie en 1988 pour une raison encore obscure et passe ensuite le concours de recrutement, pour devenir policier. Il intègre alors la préfecture de police de Paris. En parallèle, il devient père de deux enfants, nés en 1988 et 1991.
De 1994 à 1999, il travaille comme policier motocycliste dans les Hauts-de-Seine où il est délégué syndical, évolue entre Asnières-sur-Seine et Châtenay-Malabry, après une formation décrite par son collègue Franck Jourde « à la Top Gun ». Parfois surnommé « Fernandel », il loge à cette époque à Longperrier (Seine-et-Marne) dans une maison qu'il a fait construire (ceci explique que l'on retrouve sa trace dans le département, notamment à Mitry-Mory). Denis Jacob, fondateur du syndicat Alternative Police (affilié à la C.F.D.T.) et ancien membre du syndicat Alliance Police nationale (affilié à la CFE/CGC), responsable du département des Hauts-de-Seine entre 1995 et 1999, a côtoyé pendant quatre ans François Vérove. Celui-ci était en effet délégué pour les motards de la police nationale à la même époque. Il le décrit comme « un monsieur tout le monde », d'une « gentillesse absolue », toujours « prêt à servir » et à se rendre disponible pour leur activité syndicale. Néanmoins, il le dépeint aussi comme un individu capable de « s'énerver facilement ». Dépressif, sous traitement médicamenteux, François Vérove aurait connu à cette époque d'importantes souffrances psychologiques et se serait arrêté de nombreux mois en maladie. Denis Jacob fêtait tous les ans le nouvel an avec François Vérove au Paradis latin.
Il intègre ensuite la brigade motocycliste urbaine de la police (formation motocycliste départementale) dans les Bouches-du-Rhône. Il finit sa carrière comme chef de la brigade des mineurs,,,, de Montpellier.
En 2011, il est victime d'un accident de moto qui lui cause des séquelles définitives à la jambe[réf. nécessaire].

### Retraite
Il prend finalement une retraite anticipée. Il se présente aux élections municipales de 2014, sur la commune de Prades-le-Lez, sur la liste du maire sortant Jean-Marc Lussert. Il n'est alors pas élu mais devient finalement conseiller municipal en septembre 2019, à la suite de la démission de plusieurs conseillers et occupe la fonction jusqu'en juin 2020,,,.
En mai 2019, il participe au jeu télévisé Tout le monde veut prendre sa place, animé par Nagui sur France 2. Il y est candidat sous son vrai prénom, venant de la Grande-Motte et se présente comme un ancien gendarme de la Garde républicaine,. La vidéo de l'émission est retrouvée par le journaliste de Marianne, Jean Arca, le 11 mars 2024,. Il entame des recherches après que la journaliste Patricia Tourancheau a révélé la possible participation de François Vérove à ce jeu, dans l'édition augmentée de son livre Le Grêlé : le tueur était un flic et également lors de son passage dans l'émission L'Heure du crime sur RTL.

## Parcours criminel

### Crimes attestés par l'ADNet labalistique

#### Agression dans le13earrondissement et meurtre de Cécile Bloch
Le parcours criminel connu du tueur commence le 7 avril 1986 dans le 13e arrondissement de Paris. Une fillette de huit ans qui se rend à l'école croise sa route dans l'ascenseur de son immeuble. Vérove l'entraîne de force au sous-sol où il la viole, avant de l'étrangler avec une cordelette. Croyant probablement l'avoir tuée, l'agresseur prend la fuite. La victime survit cependant à l'agression et donne l'alerte.

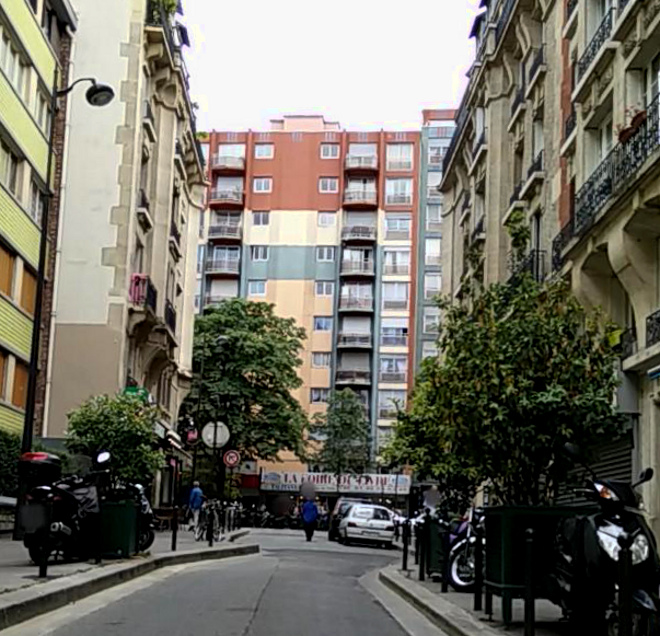
Façade d'un immeuble de la cité Fontainebleau au 116, rue Petit, vue de la rue Eugène-Jumin, lieu du viol et assassinat de Cécile Bloch.

Le prédateur récidive, dans le 19e arrondissement, moins d'un mois plus tard le 5 mai 1986, au 116, rue Petit. Cécile Bloch, onze ans, est agressée dans son ascenseur alors qu'elle se rend au collège. Vérove l'emmène dans un local situé au 3e sous-sol de la résidence et la tue après l'avoir violée. Vers 9 h, Cécile est retrouvée poignardée, étranglée, la colonne vertébrale brisée. Son corps est enroulé dans un morceau de moquette. Il s'agit du premier meurtre officiellement attribué à celui que la presse va surnommer le « tueur au visage grêlé ». Les témoins qui l'avaient croisé dans l'ascenseur le matin du meurtre, dont le demi-frère et les parents de la victime, dressent en effet le portrait d'un jeune homme avec un visage à la peau irrégulière,.

#### Double meurtre de Gilles Politi et d'Irmgard Müller
Cette affaire, qui débute le 28 avril 1987 dans le quartier du Marais à Paris, constitue un cas à part dans le parcours criminel de François Vérove. Les victimes ne sont plus des enfants mais deux adultes, retrouvés morts dans un appartement de la rue Sainte-Croix-de-la-Bretonnerie dans des conditions particulièrement sordides. Gilles Politi, technicien aérien de trente-huit ans, gît nu dans une position singulière : allongé sur le ventre, il a les jambes et les bras attachés dans le dos. Il a été étranglé selon une technique baptisée le « garrot espagnol », habituellement maîtrisée par les militaires. Irmgard Müller, jeune fille au pair allemande de vingt ans employée par la famille Politi, est accrochée par les bras aux montants d'un lit superposé, ses cordes vocales tranchées à l'arme blanche. Les deux victimes ont subi des brûlures de cigarette,.

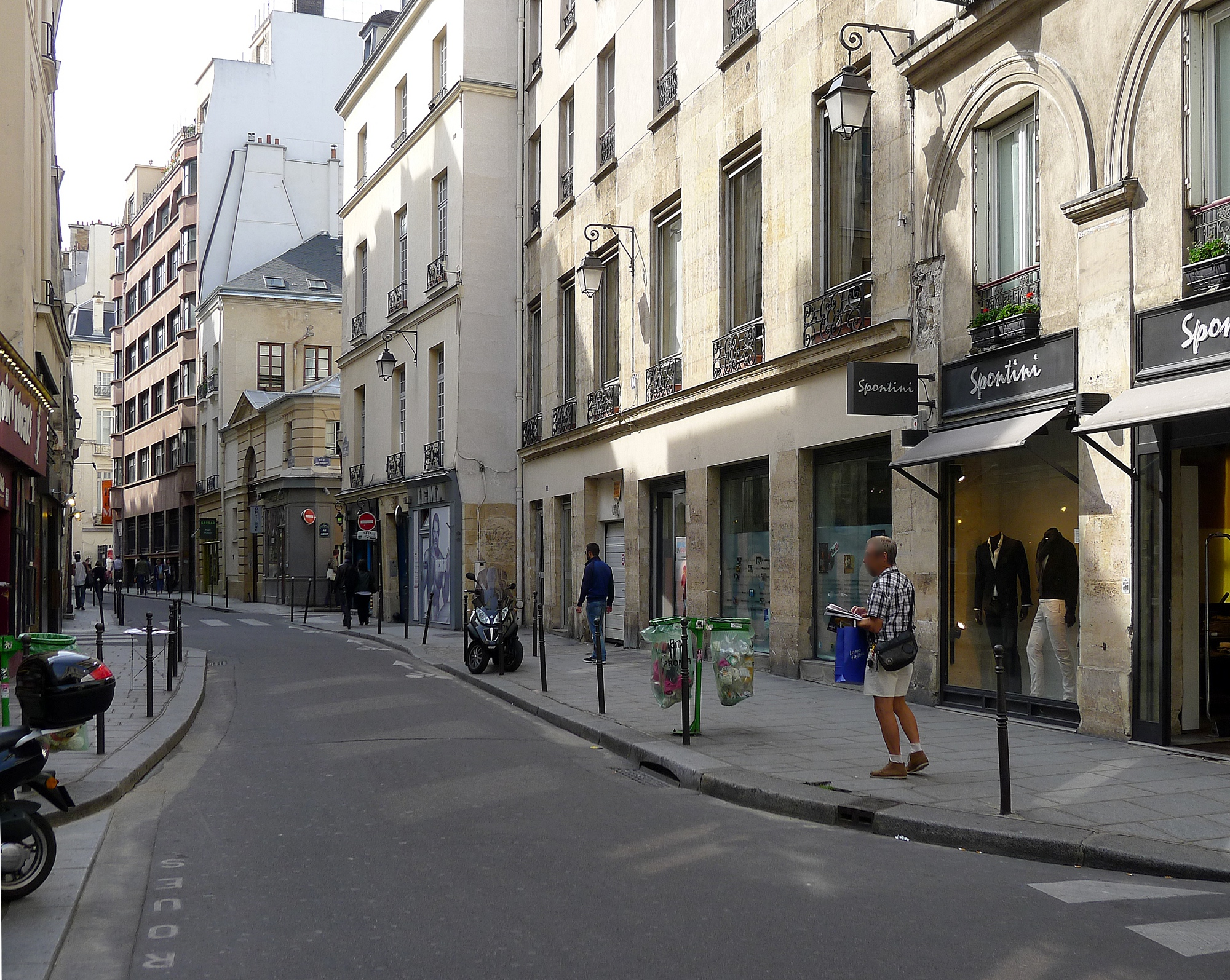
Rue Sainte-Croix-de-la-Bretonnerie au niveau de la rue des Guillemites (à droite), lieu du double homicide.

L'enquête démontre que l'assassin connaissait la jeune Allemande, avec qui il avait entretenu une relation. Un nom retrouvé dans le carnet de contacts d'Irmgard Müller, « Élie Lauringe », n'existe en effet pas à l'état civil, ce qui suggère aux enquêteurs qu'il pourrait s'agir d'un pseudonyme utilisé par le tueur. Les témoins relatent par ailleurs que la veille du meurtre, un jeune homme athlétique d'une vingtaine d'années était rentré dans l'appartement de la jeune fille situé rue de Sévigné. Le lendemain matin, juste avant l'heure présumée du crime, le même individu avait été vu négociant à l'interphone avec Irmgard Müller avant de se faire ouvrir à la porte. L'autopsie révèle en outre que, dans les heures précédant sa mort, Irmgard Müller avait eu un rapport sexuel consenti avec un homme dont le sperme était resté sur un tampon.
À l'époque, la police judiciaire ne dispose pas des empreintes ADN et ne soupçonne pas que le meurtrier du Marais puisse également être le prédateur recherché pour le meurtre de Cécile Bloch. Ce n'est qu'en 2001, quatorze ans après les faits, qu'une analyse génétique révèle que le sperme retrouvé sur le corps d'Irmgard est celui du « tueur au visage grêlé » recherché depuis 1986. La même empreinte ADN est présente sur les mégots de cigarette retrouvés à proximité des corps, ce qui confirme que François Vérove est bien l'amant d'Irmgard Müller ainsi que son assassin et celui de son employeur.

#### Agression et viol dans le14earrondissement(1987)
Le 27 octobre 1987, la police judiciaire retrouve la trace de François Vérove dans le 14e arrondissement de Paris. Aux alentours de midi, une collégienne de quatorze ans qui rentre chez elle est abordée par un jeune homme se prétendant policier qui l'interpelle sous le prétexte de mener une enquête. Une fois dans son appartement, il lui passe les menottes et la viole, mais lui laisse la vie sauve. Il abandonne finalement sa victime après avoir cambriolé l'appartement. À l'époque, les enquêteurs soupçonnent déjà le Grêlé d'être l'auteur de cette agression, mais ce n'est qu'en 1996 que sa responsabilité est démontrée par l'ADN.
Il s'agit de la dernière agression connue de François Vérove avant une période d'inactivité criminelle.

#### Meurtre de Gilbert Gaudry
Le 6 juin 1990, Gilbert Gaudry, dessinateur industriel et responsable de bureau d’études de 43 ans, est ligoté à un arbre et tué d’une balle de MAC 50 dans la tête dans un bois de Saint-Aubin (Essonne). Son corps est retrouvé le jour-même, après les aboiements de détresse de son chien. Cette affaire, rapidement tombée dans l'oubli, n'est reliée à Vérove qu'à partir de novembre 2024 grâce au témoignage d'un enquêteur à la retraite qui constate de nombreuses similitudes avec le mode opératoire du tueur. En effet, la balle retrouvée à proximité du corps a été tirée par un MAC 50 ; une arme de calibre 9 mm utilisée en service par les gendarmes jusqu’en 1989 et dont un exemplaire a été découvert après le suicide de Vérove dans sa maison du Grau-du-Roi.
Outre le type de munition, le meurtrier a dérobé la voiture et le chéquier de la victime et l’a utilisé pour payer au restaurant, s’offrir un magnétoscope et une moto achetée d’occasion. De plus, lors de ces achats, plusieurs commerçants ont affirmé aux enquêteurs qu’il leur avait présenté une carte de gendarmerie. Or le vol des victimes et l'usage d'une carte de police ou de gendarmerie sont des éléments récurrents dans la carrière criminelle de Vérove. Suite à cela, des expertises balistiques sont ordonnées,,,,.
En mai 2025, le journal Le Progrès révèle que les expertises balistiques ont établi que le projectile ayant servi à tuer Gilbert Gaudry provenait bien du pistolet MAC 50 retrouvé au domicile de François Vérove, à La Grande-Motte, après son suicide,,.

#### Enlèvement et viol d'Ingrid G. initié à Mitry-Mory (1994)
Le 29 juin 1994, le policier frappe à nouveau à Mitry-Mory, en Seine-et-Marne. Une fillette de onze ans se déplaçant à vélo le long de la ligne à grande vitesse est abordée par un homme qui se dit policier et lui ordonne de monter dans sa voiture sous prétexte de l'emmener au commissariat. La victime obtempère et subit alors un enlèvement. Vérove roule pendant plus d'une heure, trajet durant lequel il discute avec la fillette. Parvenu à Saclay (Essonne), il emmène sa victime dans une ferme abandonnée. Il l'attache et la viole pendant plusieurs heures, avant de s'enfuir sans l'avoir tuée. Il laisse derrière lui des traces ADN qui, en 1996, permettront de relier cette affaire aux autres crimes du tueur à la peau grêlée.

### Mort et identification
L'enquête de la brigade criminelle de la Direction de la Police Judiciaire de la Préfecture de Police, reprise ensuite au sein de cette brigade par l'unité d'analyse criminelle et des affaires classées, s'était orientée vers un criminel issu des forces de l'ordre en activité à l'époque des faits à cause de plusieurs éléments qui s'accumulaient pourtant depuis des décennies : utilisation à plusieurs reprises d'une carte professionnelle de policier ou de gendarme sur laquelle figurait la mention « sous-officier » (utilisation lors de laquelle il avait même donné son véritable prénom lors d'une fête dans les années 1980), d'un talkie-walkie, de menottes professionnelles, maîtrise du jargon policier (corroboré par plusieurs témoins), soupçon de connaissance précise des procédures et manières d'opérer des enquêteurs par sa capacité à échapper à une enquête très serrée.
Dans l'affaire du double meurtre du Marais en 1987 (affaire Politi-Müller), il avait probablement donné à Irmgard Müller une fausse identité, Élie Lauringe, avec une fausse adresse dans le 13e arrondissement de Paris qui correspondait à un ancien local de la police. En outre, la dernière affaire imputée au « Grêlé » avait eu lieu à Saclay près d'un centre d'entraînement de la gendarmerie.

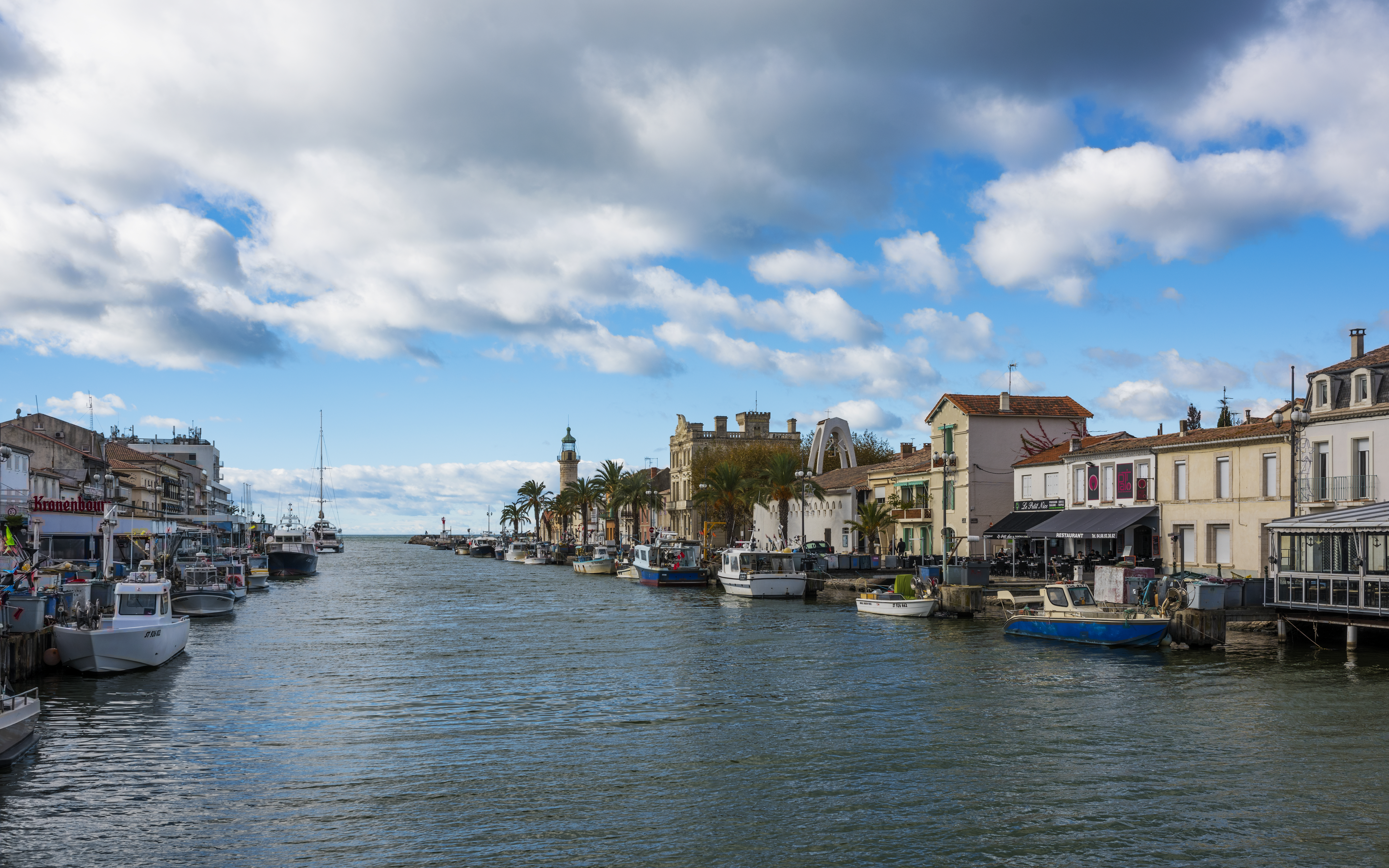
La commune du Grau-du-Roi dans le département du Gard où s'est suicidé François Vérove le 29 septembre 2021.

En 2021, la nouvelle juge d'instruction sur ce dossier depuis décembre 2014, Nathalie Turquey, avait demandé la convocation de 750 gendarmes présents en Île-de-France à l'époque des faits dont François Vérove. Il se suicide avec un mélange d'alcool et de barbituriques antidouleur dans un appartement loué pour quelques jours au Grau-du-Roi dans le Gard, le 29 septembre 2021, après une convocation reçue par téléphone le 24 septembre 2021,. Cet appel, passé par une policière de la direction territoriale de la police judiciaire (DTPJ) de Montpellier, lui adressait une convocation pour le 6 octobre 2021, pour être auditionné dans le cadre d’une vieille affaire criminelle des années 1980, à l’époque où il exerçait à Paris, sans lui donner de précision autre qu’à l’issue de l’interrogatoire son ADN serait prélevé,.
Dans une lettre laissée dans l'appartement, il reconnaît « être un grand criminel qui a commis des faits impardonnables jusqu'à la fin des années 1990 ». Cette lettre est adressée à sa femme, à laquelle il confie : « tu avais décelé des choses chez moi quand j’étais plus jeune. […] J’ai fait du mal à des gens, j’ai tué des innocents. Je pense à vous [sa compagne et ses enfants], et aux familles des victimes ». Il ne donne le nom d'aucune de ses victimes et ne détaille pas les circonstances de ses exactions. Il affirme avoir agi sous le coup de « pulsions », les expliquant par une enfance difficile ; il affirme que celles-ci auraient été apaisées par son mariage et la naissance de ses enfants et qu'il se serait alors « pris en main » et n'aurait « rien fait depuis 1997 », laissant ouverte la possibilité de l'existence d'autres crimes que ceux connus par la police, qui ne lui attribue des actes criminels avec certitude que jusqu'en 1994. Dans la nuit du 30 septembre au 1er octobre 2021, le parquet de Paris annonce qu'une « comparaison ADN [a] établi ce jour une correspondance entre le profil génétique retrouvé sur plusieurs scènes de crime et celui de l'homme décédé ».

## Autre affaires
François Vérove est soupçonné d'avoir commis trois autres meurtres :
- Le 9 mai 1987, Virginie Delmas, 10 ans, est enlevée à Neuilly-sur-Marne, en Seine-Saint-Denis. La fillette est retrouvée morte, cinq mois plus tard, dans un verger isolé de Mareuil-lès-Meaux. Depuis août 2024, Vérove est soupçonné dans cette affaire car, lors de l’enquête initiale, deux camarades de la fillette déclaraient avoir aperçu Virginie Delmas en compagnie d’un homme âgé d’environ 25 ans, aux cheveux bruns ; une description qui correspond à celle de François Vérove à l’époque, d’autant que les deux témoins disent avoir revu le même individu à moto, le lendemain des faits. Vérove était à l'époque gendarme motocycliste[45],[46],[47].

- Le 3 juin 1987, Perrine Vigneron, âgée de 7 ans, est enlevée à Bouleurs, également en Seine-et-Marne. Son corps est retrouvé trois semaines plus tard, le 27 juin, abandonné dans un champ à Chelles, à une trentaine de kilomètres du précédent lieu du crime. Depuis août 2024, Vérove est soupçonné dans cette affaire car le tueur vivait à proximité des lieux[45],[46],[47].

## Autres cas douteux
Après son identification, en septembre 2021, François Vérove est suspecté d'être l'auteur d'autres agressions et crimes. Spécialisée dans les plus vieilles affaires non élucidées, la criminologue Corinne Herrmann (avocate ayant prêté serment à Paris le 16 juin 2010) avance l'hypothèse que Vérove pourrait être impliqué dans le meurtre de Sophie Narme, vingt-trois ans, stagiaire au sein d'une agence immobilière et tuée le 5 décembre 1991, dans un appartement qu'elle faisait visiter dans le 19e arrondissement de Paris. Cette piste est écartée lorsque, en octobre 2022, Dominique Pélicot est mis en examen dans cette affaire. Outre l'affaire Narme, le meurtre de Karine Leroy, dix-neuf ans, disparue à Meaux (Seine-et-Marne) le 9 juin 1994, dont le corps fut retrouvé dans une forêt de la région un mois plus tard, interroge longuement l'avocate quant à une culpabilité Vérove, qui aurait pu utiliser sa carte de police pour intimider la victime,.
En mars 2022, deux ouvrages, consacrés aux crimes de François Vérove, sont publiés afin d'envisager la possibilité qu'il ait pu faire d'autres victimes. Brendan Kemmet et Stéphane Sellami, deux journalistes d'investigation, sortent La Traque du Grêlé. La journaliste Patricia Tourancheau, qui se penche également sur le cas de François Vérove, publie un ouvrage intitulé Le Grêlé : le tueur était un flic. C'est dans ce contexte que les enquêteurs de l'affaire du « Grêlé » travaillent sur 31 victimes imputables à Vérove, dont 9 meurtres. Annie Peaudau, inspecteur à la Brigade des mineurs de Paris, enquête sur des agressions de mineurs et impute dès 1987 au même agresseur 10 agressions de jeunes filles (viols et tentatives de viol).

### Documentaires télévisés
- [vidéo][production de télévision] « Qui a tué Cécile Bloch ? », Thierry de Lestrade (documentariste), 2003, Paris, Maha Production (Contre-courant) [lire en ligne]
- [vidéo][production de télévision] « Affaire Bloch : profileurs contre tueurs », Joël Bruandet et Guillaume Fautrat (reporters), Benoît Duquesne (présentateur), 25 mai 2004, Paris, France 2 (Complément d'enquête) [lire en ligne]
- [vidéo][production de télévision] « L'affaire Cécile Bloch », Arnaud Poivre d'Arvor et Jean-Marc Bloch (présentateurs), 9 mai 2010, Paris, France 2 (Non élucidé) [lire en ligne]
- [vidéo][production de télévision] « Le tueur au visage grêlé », Alexis de la Fontaine (reporter), Sidonie Bonnec et Paul Lefèvre (présentateurs), 6 mars 2013, Paris, agence CAPA pour W9 (Enquêtes criminelles : le magazine des faits divers) [lire en ligne]
- [vidéo][production de télévision] « Les mystères de la Crim' », Michèle Fines et David Geoffrion (documentaristes), Anne-Claire Coudray (présentatrice), 21 janvier 2017, Paris, TF1 (Grands Reportages) [lire en ligne]
- [vidéo][production de télévision] « L’homme au visage grêlé : la traque », Pauline Dordilly (reporter), Laurent Delahousse (présentateur), 22 octobre 2017, Paris, France 2 (13 h 15, le dimanche) [lire en ligne]
- Le Grêlé, 35 ans de traque, BFMTV, 4 novembre 2021
- Au bout de l'enquête, la fin du crime parfait ? - « Affaire du grêlé, le tueur en série identifié 35 ans après ! » - France 2, première diffusion le 29 janvier 2022.
- Insoupçonnable, l'affaire du Grêlé - France 2, première diffusion le 24 septembre 2024